# Vagrant (häst)
Vagrant, född 1873, död cirka 1890, var ett engelskt fullblod, mest känd för att ha segrat i Kentucky Derby 1876.

## Historia
Vagrant var den första valacken att segra i Kentucky Derby. Han var en brun häst med vit strumpa efter Virgil och under stoet Lazy. Virgil blev känd för att ha blivit far till framgångsrika galopphästar under 1800-talet, och stod som avelshingst på Preakness Stud i Lexington, Kentucky. Vagrant är genom sin far släkt med två andra tidiga segrare av Kentucky Derby, Hindoo (1881) och Ben Ali (1886).

## Karriär
Vagrant sprang in 13 875 dollar på 88 starter, varav 22 segrar, 12 andraplatser och 12 tredjeplatser. Han tog karriärens största segrar i Kentucky Derby (1876). Han segrade även i Alexander Stakes (1875), Belle Meade Stakes (1875), Sanford Stakes (1875), Colt Stakes (1875), Colt and Filly Stakes (1875), Phoenix Hotel Stakes (1876) och Grand Exposition Stakes (1876).
Då Vagrants fader Virgil inte var vida känd som avelshingst, såldes Vagrant för endast 250 dollar till Thomas J. Nichols på Preakness Stud. Vagrant var lovande som tvååring, och segrade under debutsäsongen i Belle Meade Stakes, Alexander Stakes och Sanford Stakes. Han fick senare dela titeln US Champion 2-Year Old Colt med Parole det året. Som treåring vann Vagrant fem av sina sex starter, och tillhörde helt klart kulltoppen.

### Ägarbyte och Kentucky Derby
Efter segern i Phoenix Stakes köpte miljonären William B. Astor, Jr. Vagrant för den anseende summan 7 000 dollar. 1876 års Kentucky Derby kördes på en snabb bana med ett fält på 11 hästar. Vagrant segrade i löpet tillsammans med jockeyn Robert Swim, två längder över spelfavoriten Parole.
Vagrant skadade sitt ben vid Philadelphia Grand Exposition Stakes 1876 och vilade under säsongen 1877. Vagrant såldes till James J. Bevins på 1880-talet och tävlade i hans ägo fram till 1882, då han blev väldigt halt efter ett löp på Jerome Park Racetrack. Hans tävlingsstatistik listar bara en start 1883, vilket indikerar att Vagrant, vid tio års ålder, pensionerades från att tävla.

### Efter tävlingskarriären
Det ryktades frekvent att Vagrant drog grönsaksvagnar i Lexington efter sin tävlingskarriär, detta då han såldes till James. J. Bevins någon gång efter 1883. En artikel från 1910 i Daily Racing Form skriver att Vagrant avled vid cirka 17 års ålder (1890), under tiden då han var ridhäst hos en kvinna som bodde på Long Island.

## Statistik
| År     | Antal starter | Etta | Tvåa | Trea | Insprungna pengar |
| ------ | ------------- | ---- | ---- | ---- | ----------------- |
| 1875   | 6             | 5    | 0    | 1    | 3 800 USD         |
| 1876   | 4             | 3    | 1    | 0    | 6 540 USD         |
| 1878   | 12            | 0    | 0    | 4    | 0 USD             |
| 1879   | 14            | 3    | 2    | 2    | 1 175 USD         |
| 1880   | 23            | 7    | 3    | 3    | 1 500 USD         |
| 1881   | 21            | 2    | 5    | 2    | 875 USD           |
| 1882   | 7             | 0    | 1    | 0    | 75 USD            |
| 1883   | 1             | 0    | 0    | 0    | 0 USD             |
| Totalt | 88            | 20   | 12   | 12   | 13 875 USD        |